# Rajd Elmot 1991
Rajd Elmot 1991 – 19. edycja Rajdu Elmot. Był to rajd samochodowy rozgrywany od 18 do 19 maja 1991 roku. Była to trzecia runda Rajdowych Samochodowych Mistrzostw Polski w roku 1991. Rajd składał się z osiemnastu odcinków specjalnych.

## Wyniki końcowe rajdu[1]
| Miejsce | Kierowca            | Pilot                | Samochód                   | Czas    | Strata | Grupa Klasa |
| ------- | ------------------- | -------------------- | -------------------------- | ------- | ------ | ----------- |
| 1       | Marian Bublewicz    | Ryszard Żyszkowski   | Ford Sierra RS Cosworth    | 1:35:12 | -      | A-13        |
| 2       | Andrzej Koper       | Maciej Wisławski     | Volkswagen Golf II GTi 16V | 1:38:41 | +3:29  | A-13        |
| 3       | Marek Gieruszczak   | Maciej Maciejewski   | Toyota Celica GT4          | 1:41:49 | +6:37  | A-13        |
| 4       | Vytautas Sabotaitis | Arūnas Bukmanas      | Łada Samara                | 1:42:50 | +7:38  | A-12        |
| 5       | Marek Sadowski      | Grzegorz Gac         | Mazda 323 4WD              | 1:43:37 | +8:25  | N-04        |
| 6       | Robert Herba        | Jakub Mroczkowski    | Opel Kadett GSI 16V        | 1:44:05 | +8:53  | N-03        |
| 7       | Romuald Chałas      | Janusz Siniarski     | Mazda 323 4WD              | 1:44:30 | +9:18  | A-13        |
| 8       | Saulius Girdauskas  | Zilvinas Sakalauskas | Łada Samara                | 1:44:50 | +9:38  | A-12        |
| 9       | Maciej Kołomyjski   | Sławomir Łuba        | Suzuki Swift GTi           | 1:45:53 | +10:41 | N-02        |
| 10      | Krzysztof Hołowczyc | Robert Ziemski       | Mazda 323 4WD              | 1:46:13 | +11:01 | N-04        |